# Jean-Claude Asselborn
Der unter dem Pseudonym Jean Sorrente bekannte luxemburgische Schriftsteller und Literaturkritiker Jean-Claude Asselborn (* 27. November 1954) ist der Verfasser mehrerer Romane und Kritiken. Anfangs arbeitete er auch unter den Pseudonymen Alphonse Maintes, C. Malans oder Claude Méréan. Er verfasst seine Werke exklusiv in französischer Sprache und lehrte bis zu seiner Pensionierung (2014) Französisch am luxemburgischen Gymnasium Athénée de Luxembourg.

## Ehrungen und Mitgliedschaften
Er erhielt im Jahre 1993 für Nuits den Prix Tony Bourg, 1998 für Le Vol de l'aube sowie für sein Gesamtwerk den Prix de la Libre Académie de Belgique und 2003 den Prix Servais für Et donc tout un roman. Darüber hinaus ist Asselborn seit 1998 Mitglied der „Libre Académie de Belgique“.

## Werke
- La Visitation. Carnets pour un roman. 1991
- Nuits. Editions Phi, 1994
- Petit livre d'oraisons. 1994
- Le Vol de l'aube. Editions Phi, 1995
- Scolies. Editions Phi, 1999
- Petit livre d'oraisons, suivi de Cinq élégies à Luxembourg. Editions Phi, 2001
- Et donc tout un roman. Editions Phi, 2002
- Port-Royal. Editions Phi, 2002
- La Guerre du temps. Hydre Éditions, 2020

### Veröffentlichungen
- Poèmes. Erschienen in: Nouvelle Europe, 1974
- Poèmes. Erschienen in: Proscenium, 1974
- Un se divise en deux. Erschienen in Les Cahiers Luxembourgeois, Nr. 4, 1994, Seiten 69–73
- A Coxyde. Erschienen in: Europe, Nr. 792, April 1995, Seiten 190–192
- En route. Erschienen in: Mondorfer Literaturtage 1999. Editions Phi 1999, Seiten 237–247
- Voix. Erschienen in: Escales littéraires d'automne. Bordeaux: Le Castor astral. 2000, Seiten 245–251
- Préambule. Erschienen in: Virum wäisse Blat. Walfer Bicherdeeg, 2003
- L'art pompier et autres. Erschienen in: Nos Cahiers, Nr. 3, 2005, Seiten 125–131
- Bonjour, Monsieur Pirotte. Erschienen in: Iwwer Bierg an Dall: Lëtzebuerger Auteuren op der Rees. G. Binsfeld, 2005, Seiten 88–93

| Personendaten    | Personendaten                                                                                                 |
| ---------------- | --- |
| NAME             | Asselborn, Jean-Claude                                                                                        |
| ALTERNATIVNAMEN  | Sorrente, Jean (Pseudonym); Maintes, Alphonse (Pseudonym); Malans, C. (Pseudonym); Méréan, Claude (Pseudonym) |
| KURZBESCHREIBUNG | luxemburgischer Schriftsteller                                                                                |
| GEBURTSDATUM     | 27. November 1954                                                                                             |